# Kolumbianischer Wollaffe
Der Kolumbianische Wollaffe (Lagothrix lagotricha lugens) ist eine in Kolumbien in Wäldern der Zentral- und Ostkordillere lebende Unterart des Wollaffen (Lagothrix lagotricha).
Kolumbianische Wollaffen sind schwarzbraun bis gräulich gefärbt, der Kopf, die Hände und Füße sowie der Schwanz sind schwarz. Das Fell ist dicht und wollig. Der Kopf ist groß und gerundet, die Ohren sind klein. Die Tiere erreichen eine Kopfrumpflänge von 51 bis 69 Zentimeter, der Schwanz ist mit 60 bis 72 Zentimeter länger als der Körper. Er ist muskulös und als Greifschwanz ausgebildet. 
Diese Tiere kommen nur in Kolumbien und möglicherweise in angrenzenden Gebieten Venezuelas vor. Ihr Lebensraum sind mehrere voneinander isolierte Gebirgswälder bis 3000 Meter Seehöhe.
Über die Lebensweise ist wenig bekannt, vermutlich stimmt sie mit der der übrigen Wollaffen überein. Demzufolge sind sie tagaktive Baumbewohner, die langsam und geschickt durch das Geäst klettern. Sie leben in gemischten Gruppen von 14 bis 33 Tieren. Ihre Hauptnahrung sind Früchte, daneben nehmen sie Blätter, Samen und gelegentlich Insekten zu sich.

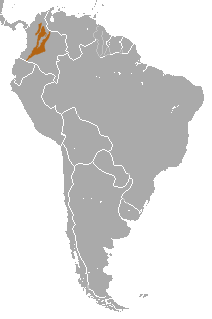
Das Verbreitungsgebiet in Kolumbien

Hauptbedrohung für diese Art ist die Zerstörung ihres Lebensraums sowie die Bejagung wegen ihres Fleisches. Die IUCN erwartet, dass die Gesamtpopulation in den nächsten 45 Jahren um 80 % zurückgehen wird und listet die Art deshalb als „vom Aussterben bedroht“ (critically endangered).